# Многозначная аналитическая функция
Многозначная аналитическая функция — многозначная комплексная функция, получаемая при помощи аналитического продолжения по всем путям.

## Определение
Пусть {\displaystyle D} есть {\displaystyle {\widehat {\mathbb {C} }}} или {\displaystyle \mathbb {C} ^{n}} (также в качестве {\displaystyle D} допускается произвольная область в {\displaystyle {\widehat {\mathbb {C} }}}, {\displaystyle \mathbb {C} ^{n}}, {\displaystyle {\widehat {\mathbb {C} ^{n}}}} или {\displaystyle {\widehat {\mathbb {C} }}^{n}}, или даже вообще {\displaystyle D} может быть произвольным комплексным многообразием).

### Через произвольные аналитические элементы
Аналитическим элементом в {\displaystyle D} (иногда просто элементом) называется пара {\displaystyle (F,f)}, где {\displaystyle F\subseteq D} — область в {\displaystyle D}, а {\displaystyle f} — голоморфная в этой области функция.
Два аналитических элемента {\displaystyle (F,f)} и {\displaystyle (G,g)} называются непосредственным аналитическим продолжением друг друга через область {\displaystyle \Delta }, если пересечение {\displaystyle F\cap G} непусто и на одной из компонент связности пересечения {\displaystyle \Delta \subseteq F\cap G} функции {\displaystyle f} и {\displaystyle g} равны.
Аналитический элемент {\displaystyle (F_{n},f_{n})} называется аналитическим продолжением элемента {\displaystyle (F_{0},f_{0})} через цепочку областей {\displaystyle \Delta _{1},\ldots ,\Delta _{n}}, если существует такая цепочка элементов {\displaystyle (F_{1},f_{1}),\ldots ,(F_{n},f_{n})}, что каждый элемент {\displaystyle (F_{i},f_{i})} является непосредственным аналитическим продолжением элемента {\displaystyle (F_{i-1},f_{i-1})} через область {\displaystyle \Delta _{i}}.
Отношение «является аналитическим продолжением через цепочку областей, лежащих в {\displaystyle D}» между аналитическими элементами в {\displaystyle D} является отношением эквивалентности. По этому отношению эквивалентности все элементы можно разбить на классы эквивалентности. Эти самые классы эквивалентности называются полными в {\displaystyle D} аналитическими функциями. Такие классы эквивалентности отождествляются с многозначными функциями следующим образом: значениями многозначной функции на аргументе {\displaystyle x} считаются значения функций всех элементов на этой точке, для которых функция в ней определена.

### Через ростки
Два аналитических элемента {\displaystyle (F,f)} и {\displaystyle (G,g)}, имеющие общую точку {\displaystyle a}, называются эквивалентными в точке {\displaystyle a}, если функции {\displaystyle f} и {\displaystyle g} равны на пересечении {\displaystyle F\cap G}. Класс эквивалентности аналитических элементов над {\displaystyle D}, определённых в точке {\displaystyle a}, по этому отношению эквивалентности называется ростком аналитической функции над {\displaystyle D} в точке {\displaystyle a}.
Пусть {\displaystyle \varphi \colon [0;1]\to D} — путь. Говорят что росток {\displaystyle p} в точке {\displaystyle \varphi (0)} продолжаем вдоль пути {\displaystyle \varphi }, если существует семейство ростков {\displaystyle p_{i},\ i\in [0;1]} в точках {\displaystyle \varphi (i)}, удовлетворяющее следующему условию. Для каждого ростка {\displaystyle p_{i}}, каждого его элемента {\displaystyle (F,f)}, каждой связной окрестности {\displaystyle U\in [0;1]} точки {\displaystyle i} такой, что {\displaystyle \varphi (U)} целиком лежит в {\displaystyle F} и каждого {\displaystyle j\in U} элемент {\displaystyle (F,f)} также является элементом для {\displaystyle p_{j}}. Такое семейство однозначно задаётся путём {\displaystyle \varphi } и ростком {\displaystyle \varphi (0)}, а росток {\displaystyle \varphi (1)} называется аналитическим продолжением ростка {\displaystyle p} вдоль пути {\displaystyle \varphi }. Иногда также определяется понятие аналитического продолжения элемента вдоль пути. Его результатом также является росток и определяется оно просто как аналитическое продолжение вдоль пути ростка, определяемого этим элементом в начальной точке пути.
Полной в {\displaystyle D} аналитической функцией называется множество всех ростков, полученных продолжением некоторого ростка {\displaystyle p} вдоль всех путей в {\displaystyle D}, вдоль которых он продолжаем. Полная в {\displaystyle D} аналитическая функция называется аналитической в {\displaystyle D}, если этот росток продолжаем вдоль любых путей в {\displaystyle D}. С многозначной функцией такое множество ростков отождествляется следующим образом: значениями многозначной функции на аргументе {\displaystyle x} считаются значения функций всех ростков с центром в {\displaystyle x} на этой самой точке {\displaystyle x}.
Без уточнения области аналитичности под полной аналитической функцией обычно имеют в виду полную аналитическую функцию в {\displaystyle {\widehat {\mathbb {C} }}} или {\displaystyle \mathbb {C} ^{n}}. Под термином же многозначная аналитическая функция или просто аналитическая функция могут иметь в виду что угодно из вышеперечисленного в зависимости от контекста.

### Через канонические элементы
Пусть далее {\displaystyle D} есть {\displaystyle {\widehat {\mathbb {C} }}} или {\displaystyle {\widehat {\mathbb {C} }}^{n}}. Тогда для каждого ростка существует элемент, канонически представляющий его. Функция такого элемента представляет собой сумму ряда Тейлора функций ростка в его центре, а область — его область сходимости. Элемент, в котором функция есть сумма степенного ряда, а множество — его область сходимости, называется каноническим (или вейерштрасовым). Такие элементы взаимо однозначно задают ростки, а значит, могут быть использованы вместо них для упрощения предыдущего определения. 
Говорят что канонический элемент {\displaystyle (F,f)} с центром в точке {\displaystyle \varphi (0)} продолжаем вдоль пути {\displaystyle \varphi }, если существует семейство канонических элементов {\displaystyle (F_{i},f_{i}),\ i\in [0;1]} в точках {\displaystyle \varphi (i)}, удовлетворяющее следующему условию. Для каждого канонического элемента {\displaystyle (F_{i},f_{i})}, каждой связной окрестности {\displaystyle U\in [0;1]} точки {\displaystyle i} такой, что {\displaystyle \varphi (U)} целиком лежит в {\displaystyle F_{i}} и каждого {\displaystyle j\in U} элемент {\displaystyle (F_{i},f_{i})} является непосредственным аналитическим продолжением элемента {\displaystyle (F_{j},f_{j})}. Такое семейство однозначно задаётся путём {\displaystyle \varphi } и элементом {\displaystyle \varphi (0)}, а элемент {\displaystyle \varphi (1)} называется аналитическим продолжением канонического элемента {\displaystyle (F,f)} вдоль пути {\displaystyle \varphi }.
Полной в {\displaystyle D} аналитической функцией называется множество всех канонических элементов, полученных продолжением некоторого канонического элемента {\displaystyle (F,f)} вдоль всех путей в {\displaystyle D}, вдоль которых он продолжаем. Можно также через канонические элементы определить понятие аналитичности в области. Пусть {\displaystyle D'} — подобласть в {\displaystyle D'}. Аналитической в {\displaystyle D'} функцией  называется множество всех канонических элементов, полученных продолжением некоторого канонического элемента {\displaystyle (F,f)}, такого что {\displaystyle F\in D'} и элемент продолжаем вдоль всех путей в {\displaystyle D'}, продолжением вдоль всех путей в {\displaystyle D'}. С многозначной функцией такое множество канонических элементов отождествляется следующим образом: значениями многозначной функции на аргументе {\displaystyle x} считаются значения функций всех канонических элементов с центром в {\displaystyle x} на этой самой точке {\displaystyle x}.

## Риманова поверхность
Иным подходом к определению многозначных аналитических функций является рассмотрение их как однозначных, но на более сложной области определения.
Пусть {\displaystyle f} — некоторая полная аналитическая функция, {\displaystyle M} — множество её ростков. Зададим функцию {\displaystyle \pi \colon M\to D}, которая каждый росток отправляет в его центр. Такая функция порождает на {\displaystyle M} топологию, если за базу топологии взять прообразы всех открытых множеств. Более того, такая функция — локальный гомеоморфизм, и нетрудно показать, что она также задаёт на {\displaystyle M} структуру комплексного многообразия. Такое многообразие вместе с функцией проекции называется римановой поверхностью {\displaystyle f}.
Суть этой конструкции в следующем. Если рассмотреть функцию {\displaystyle g\colon M\to D}, которая каждому ростку сопоставляет значение его функций в центре, то такая функция будет голоморфна в {\displaystyle M} и более того, задавать многозначную функцию {\displaystyle f} следующим образом:
{\displaystyle f(z)=g(\pi ^{-1}(z))}.
Таким образом, многозначная функция может быть рассмотрена как однозначная, а условие аналитичности сведено к голоморфности.

## Особые точки
У многозначных аналитических функций появляются новые виды изолированных особых точек. Однако дать определение изолированной особой точке в многозначном случае не так просто, как в однозначном. В отличие от однозначного случая такая точка может иметь разный характер для разных ветвей, поэтому необходимы дополнительные условия на вид функции, чтобы понятие определялось корректно.
Пусть {\displaystyle D'\in D} — проколотая окрестность точки {\displaystyle a\in D}, причём любая её подобласть, не являющаяся проколотой окрестностью {\displaystyle a}, односвязна. Тогда для любой аналитической в {\displaystyle D'} функции точка {\displaystyle a} называется изолированной особой точкой. Особенность таких функций в том, что единственный способ перейти к другому ростку в той же самой точке, это обойти вокруг изолированную точку. В комплексном анализе доказывается, что количество обходов, которое необходимо совершить для возвращения в тот же самый росток, либо одинаково для каждого ростка, либо вернуться в тот же росток вообще невозможно. Это количество называется порядком изолированно особой точки (в случае невозможности возвращения порядок считается равным {\displaystyle \infty }). Если порядок равен {\displaystyle 1}, то функция является однозначной и классификация особых точек для неё такая же, как для одозначных аналитических функций. Если же порядок особой точки больше {\displaystyle 1}, то такая точка называется точкой ветвления.

### Точки ветвления конечного порядка
В окрестности точки ветвления конечного порядка функция {\displaystyle f} может быть представлена при помощи особого обобщения ряда Лорана: рядом Пюизё. Для точки ветвления порядка {\displaystyle m} он имеет вид:
{\displaystyle \sum _{n=-\infty }^{+\infty }a_{n}z^{\frac {n}{m}}}
В каждой точке круга сходимости такой ряд имеет {\displaystyle m} значений (при вычислении его значения в точке {\displaystyle z} сначала считаются {\displaystyle m} значений {\displaystyle z^{\frac {1}{m}}}, а затем каждое из них подставляется в степенной ряд). Такой ряд задаёт все значения многозначной функции {\displaystyle f} в окрестности особой точки.
По количеству членов ряда с отрицательными степенями можно дать классификацию аналогичную классификации однозначных изолированных особых точек. Также, часто изолированные особые точки делят на алгебраические и трансцендентные. Алгебраическими особыми точками, называют точки конечного порядка, в которых количество отрицательных членов ряда Пюизё конечно. Если же оно бесконечно или точка имеет бесконечный порядок, то она называется трансцендентной.

### Логарифмические точки ветвления
Точки ветвления бесконечного порядка называют логарифмическими точками ветвления. Аналога ряда Лорана как в случае точек конечного порядка для них нет, однако сопоставить им некоторый ряд всё же можно. Один из таких рядов имеет следующий вид:
{\displaystyle \sum _{n=0}^{+\infty }a_{n}\left({\frac {\operatorname {Ln} {(z)}-\alpha }{\operatorname {Ln} {(z)}+\alpha }}\right)^{n}}